# Circonscription de Goro
La circonscription de Goro est une des 177 circonscriptions législatives de l'État fédéré Oromia, elle se situe dans la Zone Balé. Son représentant actuel est Ahmed Abdo Gerado.